# Moto G (tercera generació)
La tercera generació del Moto G és un telèfon intel·ligent Android desenvolupat per Motorola Mobility de Lenovo, es va donar a conèixer a Índia el 28 de juliol del 2015, i es va llançar aquell mateix dia. El Moto G4 és el seu successor.
Entre les seves millores el que més destaca és el seu sistema actualitzat a l'última versió d'Android Lollipop 5.1.1 i el seu augment de pantalla, velocitat i disseny. El gener del 2016 es va anunciar la seva disponibilitat d'Android Marshmallow 6.0.

## Especificacions
- Processador Qualcomm® Snapdragon(T) 410 (MSM8916) amb CPU quad-core d'1.4 GHz i GPU Adreno 306 de 450 MHz i Memòria RAM de 1GB per a la versió de 8gb d'emmagatzematge intern, 2GB de RAM per a la versió de 16GB d'emmagatzematge.
- Pantalla de 5 polzades, HD (1280 x 720)LCD IPS, 294 ppi, Corning® Gorilla® Glass 3
- Càmera posterior de 13 MP (f/2.0, FOV 76 graus, AF, Flaix LED doble amb CCT), frontal 5 MP
- Acceleròmetre, sensor de llum ambienti, magnetòmetre, brúixola, sensor de proximitat i sensor Hub
- 8/16 GB de memòria interna amb ranura per a targeta de memòria de fins a 32 GB.
- 2 altaveus frontals i microfono amb cancel·lació de soroll.
- Bateria de 2470 mAh, ús mixt fins a 24 hores.
- Amb certificació IPX7 de resistència a esquitxades.
- Última actualització: pegat de seguretat de l'1 d'abril del 2017

Les dimensiónes de l'actual model:
- Altura: 144.2 mm (5.62 pulg.)
- Ample: 72.4 mm (2.88 pulg.)
- Curvatura: 5.1-11.6 mm (0.24-0.48 pulg.)